# Robbie Benson
Robbie Benson (Athlone, 7 maggio 1992) è un calciatore irlandese, centrocampista del Derry City.

## Carriera

### Club
Ha giocato nella prima divisione irlandese.

### Nazionale
Ha giocato nelle nazionali giovanili irlandesi Under-16 ed Under-17.

## Statistiche

### Presenze e reti nei club
Statistiche aggiornate al 31 dicembre 2024.
| Stagione        | Squadra         | Campionato      | Campionato | Campionato | Coppe nazionali | Coppe nazionali | Coppe nazionali | Coppe continentali | Coppe continentali | Coppe continentali | Altre coppe | Altre coppe | Altre coppe | Totale | Totale |
| Stagione        | Squadra         | Comp            | Pres       | Reti       | Comp            | Pres            | Reti            | Comp               | Pres               | Reti               | Comp        | Pres        | Reti        | Pres   | Reti   |
| --------------- | --------------- | --------------- | ---------- | ---------- | --------------- | --------------- | --------------- | ------------------ | ------------------ | ------------------ | ----------- | ----------- | ----------- | ------ | ------ |
| 2024            | Dundalk         | PD              | 30         | 4          | FC              | 1               | 0               |                    | -                  | -                  | LSC         | 2           | 0           | 33     | 4      |
| Totale carriera | Totale carriera | Totale carriera | 30         | 4          |                 | 1               | 0               |                    | -                  | -                  |             | 2           | 0           | 33     | 4      |

## Palmarès

### Club

#### Competizioni nazionali
- Campionato irlandese: 3

Dundalk: 2016, 2018, 2019
- Coppa di Lega irlandese: 1

Dundalk: 2019
- Coppa d'Irlanda: 1

St Patrick's: 2021